# Stephan Weil
Stephan-Peter Weil (Hamburg, 15 december 1958) is een Duits politicus van de SPD. Tussen 2013 en 2025 was hij minister-president van de deelstaat Nedersaksen.

## Carrière
Sinds 1965 woont Weil in Hannover. Aan het Kaiser-Wilhelm-gymnasium aldaar behaalde hij in 1977 zijn Abitur. In 1978 ging hij rechten studeren in Göttingen, waar hij vijf jaar later zijn staatsexamen voltooide. Aansluitend werkte hij als advocaat en rechter, onder andere bij het ministerie van Justitie van Nedersaksen. In 1980 sloot hij zich aan bij de jongerenafdeling van de SPD.

#### Burgemeester van Hannover
In 2006 werd Weil door zijn partij naar voren geschoven als kandidaat om burgemeester te worden van Hannover. In de verkiezingen nam hij het op tegen CDU-politicus Dirk Toepffer en Ingrid Wagemann van Bündnis 90/Die Grünen. Weil wist reeds in de eerste ronde een meerderheid van de stemmen te behalen, waarna hij op 1 november 2006 geïnstalleerd werd als burgemeester. Hij volgde hiermee zijn partijgenoot Herbert Schmalstieg op, die 34 jaar lang burgemeester van Hannover was.
Van 2008 tot 2011 beantwoordde Weil iedere maand vragen van burgers in het televisieprogramma Warum Herr Weil, dat werd uitgezonden op de lokale zender H1.

#### Minister-president van Nedersaksen
Weil werd in januari 2012 verkozen tot partijvoorzitter van de SPD in Nedersaksen. Als leider van de partij nam hij in 2013 deel aan de verkiezingen voor de Landdag. De SPD kwam hierbij na de CDU als tweede partij uit de bus, maar wist door het sluiten van een verbintenis met Bündnis 90/Die Grünen toch een zeer nipte meerderheid te behalen. De beide partijen verkregen in de Landdag gezamenlijk één zetel meer dan de zittende CDU-FDP-coalitie van minister-president David McAllister. Weil werd in februari 2013 benoemd tot nieuwe minister-president van Nedersaksen, waarmee de deelstaat na tien jaar weer een sociaaldemocraat aan het roer kreeg. Conform de wet moest hij hierbij automatisch zijn burgemeesterschap van Hannover opgeven. Van november 2013 tot en met oktober 2014 was Weil tevens voorzitter van de Bondsraad.
In augustus 2017 kwam Weil onder vuur te liggen omtrent zijn rol rond het Emissieschandaal bij Volkswagen. Weil, die als commissaris aan de autofabrikant is verbonden, gaf in 2015 een regeringsverklaring af die sterk door Volkswagen zou zijn beïnvloed. In de toespraak zou de kritiek op het autoconcern zijn afgezwakt en passages zijn geschrapt. De kwestie leidde tot een politieke rel. Tegelijkertijd verloor de regering van Weil haar meerderheid in de Landdag nadat een lid van Bündnis 90/Die Grünen overstapte naar de CDU. Hierdoor werd het uitschrijven van nieuwe verkiezingen noodzakelijk.
De Landdagverkiezingen van oktober 2017 verliepen voor Weil zeer succesvol: de SPD werd voor het eerst sinds de verkiezingen van 1998 weer de grootste partij in Nedersaksen. Zijn tweede kabinet, een grote coalitie bestaande uit SPD en CDU, trad aan op 22 november 2017. Vijf jaar later, bij de deelstaatverkiezingen van 2022, leed de SPD onder Weil een licht verlies, maar wist zij haar status als grootste partij te behouden. Weil vormde hierop zijn derde regering, die net als in zijn eerste termijn een samenwerking betrof met Bündnis 90/Die Grünen.
In april 2025 kondigde Weil zijn voortijdige vertrek aan als minister-president en als voorzitter van de SPD in Nedersaksen. Slaapproblemen en een verminderde energie lagen ten grondslag aan zijn beslissing. Olaf Lies, die onder Weil twaalf jaar minister was, werd namens de SPD naar voren geschoven als zijn opvolger en op 20 mei 2025 verkozen tot de nieuwe minister-president van Nedersaksen.